# Sanguine (bande dessinée)
Sanguine est une bande dessinée publiée chez Casterman en 1988. Le scénario a été imaginé par Alain Populaire, tandis que les dessins en couleurs sont de Benoît Sokal.
Les six premières pages de la bande dessinée constituent une préface (« cahier graphique ») et sont accompagnées de dessins réalisés au fusain et à la sanguine par Sokal, de manière très différente du reste de l'aventure.

## Scénario
Le récit débute en novembre 1633 dans le Saint-Empire romain germanique, à l'époque de la Guerre de Trente Ans, conflit religieux du XVIIe siècle opposant les catholiques du sud de l'empire aux protestants du nord. Un jeune homme de confession catholique du nom de Manfred von Kriek a pour mission d'aller à Lübeck (au nord) pour y trouver et ramener son oncle Hermann, qui possède une grande richesse qui servirait à revigorer l'armée d'Albrecht von Wallenstein, pour qui combattent Manfred et son père.
Après un voyage dangereux, Manfred arrive chez son oncle qui se terre chez lui avec la crainte d'être brûlé vif par les protestants qui soupçonnent son appartenance à la religion catholique. Manfred rencontre Sanguine, la femme d'Hermann, et celle-ci cède à quelques infidélités. Les trois personnages parviennent à s'enfuir de Lübeck en emportant de nombreux biens de valeur au prix d'une coûteuse diversion constituant à mettre le feu au château d'Hermann von Kriek. Cependant, un bourgeois protestant du nom d'Octavius von Ratz se rend compte de la supercherie, et lance une troupe aux trousses des trois fuyards. Grâce à l'aide d'autres troupes catholiques, et au prix d'un combat sanglant, les poursuivants protestants sont finalement vaincus. L'un des guerriers catholiques survivants, Gertzel, accompagne désormais la petite troupe.
Sur la route du sud, Hermann pense à faire un détour vers Weilhoffen, une province neutre dans la guerre et dont le dirigeant doit lui rembourser une dette. Méfiant à l'encontre des nouveaux venus, le dirigeant décide de les retenir quelques jours dans son palais. Une troupe de protestants menés par von Ratz arrive alors au palais en demandant la tête des catholiques. Malgré les tentatives du dirigeant de Weilhoffen pour trouver une solution pacifique qui garantisse la neutralité de son royaume, les protestants finissent par mettre à sac le palais et tuent son propriétaire. La troupe de catholiques parvient à fuir de justesse et à tuer Octovius von Ratz, et continue sa route vers le sud.
Les quatre catholiques parviennent à rejoindre l'armée de Wallenstein, mais se rendent compte immédiatement que ce dernier est devenu complètement fou et qu'il n'est pas possible de continuer à le suivre. Le clan catholique se déchire et s'entre-tue. Le père de Manfred von Retz et Gretzel sont tués. Atterrés, les trois survivants (de nouveau Manfred, Hermann et Sanguine) décident de partir vers les terres pacifiques d'Italie.
Arrivés dans les Alpes, les trois compagnons cherchent à atteindre un refuge habité par le frère de Sanguine, mais sont retardés par Hermann, qui ne parvient pas à suivre le rythme. Les deux autres parviennent à le hisser sur une branche d'arbre pour que les loups ne puissent l'atteindre pendant la nuit, et arrivent seuls au refuge. Là, Sanguine et son frère expliquent à Manfred qu'ils ont de grands projets en Italie, auxquels Manfred pourrait se joindre, et que la fortune de l'oncle Hermann pourrait leur être utile pour mener une nouvelle vie de bien meilleure qualité. Manfred, qui comprend qu'il faut pour cela laisser son oncle mourir, refuse la proposition. Dans un geste d'emportement, Sanguine blesse Manfred au visage avec un couteau. Le jeune homme, hors de lui, essaie alors de s'en prendre à Sanguine et son frère, qui ne peuvent que fuir le refuge. Au matin, Manfred essaie de retrouver ses compagnons, mais ne trouve que leurs affaires dans une flaque de neige ensanglantée au pied de l'arbre où se trouvait l'oncle Hermann. Les loups ont dévoré les trois personnages pendant la nuit.